# الجائزة العالمية للرواية العربية (2009)
الجائزة العالمية للرواية العربية لعام 2009، هي الدورة الثانية من الجائزة العالمية للرواية العربية،
اطلقت الجائزة في عام 2007 في أبو ظبي بدولة الإمارات العربية المتحدة؛ ومقرها في لندن؛ وتُنظم بتمويل من دائرة الثقافة والسياحة – أبو ظبي وبرعاية من مؤسسة جائزة بوكر البريطانية. على الرغم من أن الجائزة غالبًا ما يشار إليها باسم «جائزة البوكر العربية» أو «النسخة العربية من جائزة البوكر العالمية» إلا أنهما مؤسستان منفصلتان ومستقلتان تمامًا، والجائزة العالمية للرواية العربية ليست لها أي علاقة بجائزة مان بوكر.
أعلن عن قائمتها الطويلة في 28 ديسمبر، 2008، والقائمة القصيرة في 28 يناير 2008، وذلك بعد قراءة ومناقشة مستفيضة لقائمة طويلة من الروايات المشاركة، التي زادت على 121 رواية منشورة باللغة العربية، ينتمي كتابها إلى 16 بلدًا عربيًا، ومنحت الجائزة في 16 مارس، 2010 لرواية عزازيل للروائي والباحث المصري يوسف زيدان.

## تفاصيل
|  | منحت الجائزة في تاريخ: 16 مارس، 2010 أعلنت القائمة القصيرة: 10 ديسمبر، 2009 سبق لهم الوصول للقائمة القصيرة: - متوسط عمر أدباء القائمة القصيرة: - أعلنت القائمة الطويلة: 28 ديسمبر، 2008 سبق لهم الوصول للقائمة الطويلة: - الكتّاب يتوزّعون على: عشرة بلدان (القصيرة: خمسة بلدان) متوسط عمر أدباء القائمة الطويلة: - إجمالي الروايات المرشحة للجائزة: 121 (16 بلدًا) | عزازيل ( ليوسف زيدان) |  | المكان: أبوظبي الإمارات العربية المتحدة الحضور: - رئيس لجنة التحكيم: يُمنى العيد |  |

| القائمة الطويلة: |                      |                    |  |
|                  |                      |                    |  |
|                  | الاعترافات           | ربيع جابر          |  |
|                  | حارس التبغ           | علي بدر            |  |
|                  | صلاة من أجل العائلة  | رينيه الحايك       |  |
|                  | طعم أسود رائحة سوداء | علي المقري         |  |
|                  | غرفة العناية المركزة | عز الدين شكري فشير |  |
|                  | القمقم والجني        | محمد أبو معتوق     |  |
|                  | كتيبة الخراب         | عبد الكريم جويطي   |  |
|                  | ماء السماء           | يحيى يخلف          |  |
|                  | هذا الأندلسي         | بنسالم حميش        |  |
|                  | الورم                | إبراهيم الكوني     |  |

| القائمة القصيرة |                    |                  |  |
|                 |                    |                  |  |
|                 | جوع                | محمد البساطي     |  |
|                 | الحفيدة الأميركية  | إنعام كجه جى     |  |
|                 | روائح ماري كلير    | الحبيب السالمي   |  |
|                 | زمن الخيول البيضاء | إبراهيم نصر الله |  |
|                 | عزازيل             | يوسف زيدان       |  |
|                 | المترجم الخائن     | فواز حداد        |  |

|  | أعضاء لجنة التحكيم : رشيد العناني * | فخري صالح * | محمد المرّ * | هارتموت فندريش (مُستعرب) * | يمنى العيد |